# Rock ’n’ Roll (Tanz)
Rock ’n’ Roll ist ein paarweise getanzter akrobatischer Schau- und Turniertanz mit Ursprung in den Vereinigten Staaten.

## Entstehung
Die Entstehung der Musikrichtung und des Namens wird im Artikel Rock ’n’ Roll ausführlicher geschildert.
Parallel zur Musikrichtung Rock ’n’ Roll haben sich die dazu passenden Tänze entwickelt. Aus dem um 1920 entstandenen Swing entwickelte sich in den USA sehr früh der Lindy Hop, der erstmals akrobatische Elemente in einen Paartanz einfließen ließ. Dieser wiederum erfuhr um 1940 eine Abwandlung zum Boogie-Woogie, der auf deutlich schnellerer Musik basierte. Mit Aufkommen der Rock-’n’-Roll-Musik um 1955 wurde schließlich aus dem Boogie-Woogie von der protestgesteuerten Jugendbewegung der Rock ’n’ Roll erschaffen.

## Charakteristik

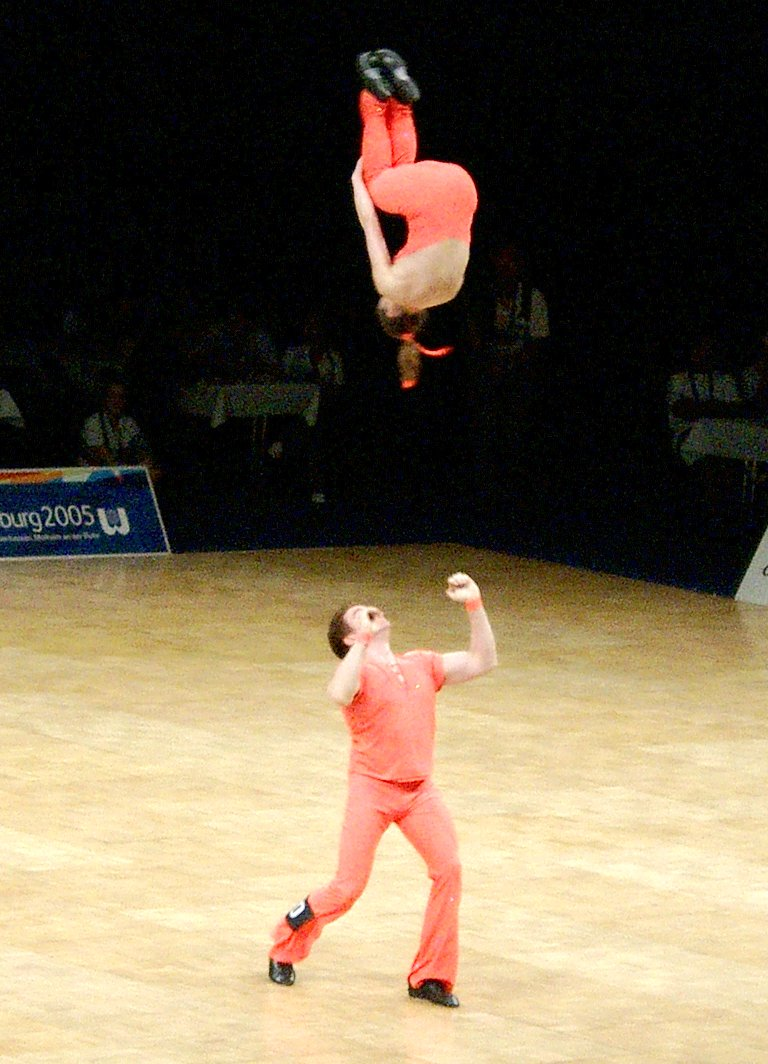
Rock-’n’-Roll-Tänzer

Rock ’n’ Roll ist ein fröhlicher, schneller und sportlicher Tanz, der stark zuschauerorientiert ist. Er ist geprägt von hoher Präzision der Bewegungen bei hohem Tempo und der flüssigen Kombination von Tanz und spektakulärer Akrobatik, welche teilweise mit den Ängsten des Zuschauers spielt.

## Rhythmus und Musik
Rock ’n’ Roll wird auf Musik im 4/4-Takt getanzt, die typischerweise einen deutlichen Offbeat aufweist. Im Gegensatz zum Offbeat der Musik wird der Tanz auf den Schlägen 1 und 3 betont. Die Musik ist mit 46 bis 52 TPM sehr schnell. Heute wird nur noch selten auf echte Rock-’n’-Roll-Stücke getanzt, stattdessen hört man auf Turnieren vor allem moderne Disco- und Popmusik.

## Technik
Charakteristisch für den Rock ’n’ Roll sind der gesprungene Grundschritt mit Kicks und Kick-Ball-Change und die Akrobatiken. Rock ’n’ Roll wird geradlinig getanzt, Kicks und Armbewegungen stehen in einem klar erkennbaren, regelmäßigen Winkel zueinander. Die Tänzer tanzen fast ausschließlich auf den Fußballen, mit Ausnahme der Akrobatiken, bei denen der Herr einen festen, breitbeinigen Stand einnimmt. Bewegungen werden typischerweise schnell und zackig ausgeführt, Arme und Beine sind in gleichem Maße beteiligt.
Rock ’n’ Roll übernimmt häufig Elemente aus anderen Tänzen, besonders aus Aerobic, aus Jazz Dance oder aus den lateinamerikanischen Tänzen. Allgemein ist, abgesehen von der Grundtechnik, die Gestaltungsfreiheit der Paare im Rock ’n’ Roll recht groß, so dass
verschiedene Paare oft deutlich unterschiedliche Stile tanzen.

### Grundschritt
Man unterscheidet beim Rock ’n’ Roll zwei unterschiedliche Grundschritte, die nach der Anzahl der Bodenberührungen benannt sind. Der ursprüngliche 6er-Grundschritt weist noch starke Ähnlichkeiten zum Grundschritt des Lindy Hop auf und wird heute nur noch in Tanzschulen gelehrt, um Anfänger langsam an den Tanz heranzuführen:
| Schlag | Zählweise | Herr                 | Dame                 |
| ------ | --------- | -------------------- | -------------------- |
| 1      | „1“       | Linker Fuß zurück    | Rechter Fuß zurück   |
| 2      | „2“       | Rechter Fuß am Platz | Linker Fuß am Platz  |
| 3      | „Kick“    | Linker Fuß kickt     | Rechter Fuß kickt    |
| 4      | „Setzen“  | Linken Fuß absetzen  | Rechten Fuß absetzen |
| 5      | „Kick“    | Rechter Fuß kickt    | Linker Fuß kickt     |
| 6      | „Setzen“  | Rechten Fuß absetzen | Linken Fuß absetzen  |

Der technisch anspruchsvolle 9er-Grundschritt ist die Grundlage des modernen Turniertanzes und weist sich nicht nur durch das Kick-Ball-Change, sondern auch durch eine präzisere Kick-Technik aus:
| Schlag | Zählweise | Herr                                    | Dame                                    |
| ------ | --------- | --------------------------------------- | --------------------------------------- |
| 1      | „Kick“    | Linker Fuß kickt                        | Rechter Fuß kickt                       |
| und    | „Ball“    | Rechten Fuß hochziehen, Linken absetzen | Linken Fuß hochziehen, Rechten absetzen |
| 2      | „Change“  | Rechten Fuß absetzen                    | Linken Fuß absetzen                     |
| 3      | „Kick“    | Linker Fuß kickt                        | Rechter Fuß kickt                       |
| 4      | „Setzen“  | Linken Fuß absetzen                     | Rechten Fuß absetzen                    |
| 5      | „Kick“    | Rechter Fuß kickt                       | Linker Fuß kickt                        |
| 6      | „Setzen“  | Rechten Fuß absetzen                    | Linken Fuß absetzen                     |

Rock-’n’-Roll-Kicks werden in einer vierphasigen Bewegung ausgeführt: Das Bein wird zunächst hochgezogen, dann waagrecht ausgekickt, wieder zurückgezogen und abgesetzt. Gleichzeitig hüpft der Tänzer locker auf dem anderen Fußballen, das den Boden beim Auskicken und kurz vor dem Absetzen des kickenden Beins berührt; pro Kick ergeben sich somit drei Bodenberührungen.
Der Kick-Ball-Change ist ein abgewandelter Kick, der mit einer Laufbewegung verbunden ist: Kurz bevor das kickende Bein beim Absetzen den Boden berührt, wird das andere Knie hochgezogen, so dass sich die Reihenfolge der Bodenberührungen umdreht. Der Kick-Ball-Change ermöglicht es, größere Wege zurückzulegen, ohne die Folge der Kicks zu unterbrechen.

### Tanzfiguren
Um eine einheitliche Turnier-Bewertungsgrundlage zu erhalten, ist es notwendig, im Rock ’n’ Roll gewöhnliche Tanzfiguren scharf von Akrobatiken abzugrenzen. Tanzfigur heißt im Rock ’n’ Roll jede Tanzfigur, die ein Tänzer alleine ausführen kann. Überschläge sind keine Tanzfiguren, sondern Akrobatiken. Diese dürfen erst ab einem bestimmten Alter, und in einer bestimmten Tanzklasse ausgeführt werden. Stationäre Figuren, bei denen ein Tanzpartner den anderen stützt, heißen Tanzfiguren, solange beide Tänzer festen Bodenkontakt haben. Besonders letztere Regel ist Rock-’n’-Roll-spezifisch, denn hier gelten insbesondere Fallfiguren, die in anderen Tanzformen streng reglementiert sind, als unbedenklich.
Tanzfiguren im Rock ’n’ Roll sind (im Gegensatz etwa zu den Standardtänzen oder lateinamerikanischen Tänzen) bis auf wenige Ausnahmen nicht festgeschrieben und tragen auch nicht immer Namen, wodurch Rock-’n’-Roll-Choreografien sehr individuell sind. Die hohe Geschwindigkeit und der begrenzte Körperkontakt machen das komplexe Wechselspiel von Führen-und-Geführt-werden schwierig. Bei Shows und auf Turnieren sind Figurenfolgen daher im Vorhinein abgesprochen und eingeübt.

### Akrobatiken

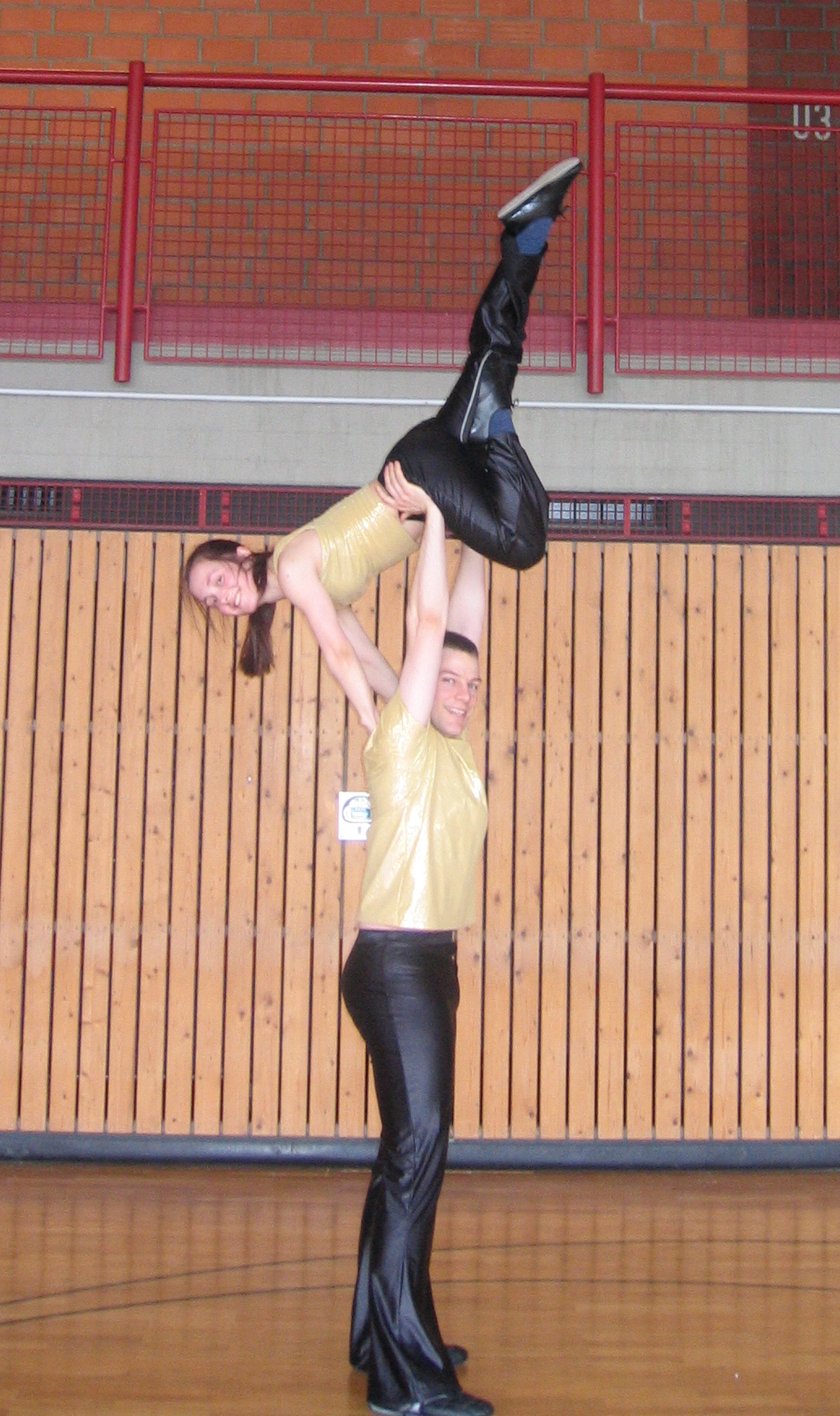
Der Schwan, eine Akrobatik der unteren Turnierklassen

Grundlage vieler Akrobatiken sind die Körperwelle und der Einsteiger. Die Körperwelle besteht aus einer kräftigen Vor-Rück-Bewegung des Beckens, verbunden mit einem Aufrichten durch Strecken der Knie. Sie leitet eine Aufwärtsbewegung der meist eingegrätschten Dame ein, so dass der Herr durch Nutzung seiner Gesäß-, Bauch- und Oberschenkel-Muskeln wenig Armkraft benötigt, um die Dame in die Höhe zu heben.
Der Einsteiger ist eine sportliche Variante der Räuberleiter: Der Herr steht tief in den Knien und formt mit beiden Händen ein Trittbrett, auf das die Dame aufspringt. Der Schwung des Einspringens wird ausgenutzt, um die Dame mehrere Meter in die Luft zu katapultieren, wo sie beispielsweise einen Salto ausführen kann.
Typische Akrobatikfiguren des Tanzsports sind:
- Junioren: Bombe, Grätschsitz, Doppelgrätsche bis Schulterhöhe, Fisch, Hochzeitssitz, Lasso, Lift, Münchner, Oberschenkelstand, Schaukel, Schleuder, Shalom, Teller, Scherenteller, Stütz, Liegepirouette
- C-Klasse: Schwan, Eis, doppelte Liegepirouette, C-Kugel, Flieger, seitlicher Todessprung, Italiener, Münchner rückwärts, Sagi, Schlange, flacher Schwede, Berliner, Stern
- B-Klasse: Berliner, Wickler, Bettarini, Einsteiger, Käskehre, Kerze, Landshut, Rücken an Rücken, Schocksalto, Stern, Valentino, A-Schulterkugel, Dulaine
- A-Klasse: Einsteiger Rückwärtssalto vorwärts oder rückwärts (auch doppelt), Bettarini-Salto, Propeller, Taucher, Todessturz

Aufgrund von Änderungen in der Tanzsportordnung darf in der Schülerklasse seit 2007 keine Akrobatik mehr getanzt werden, und auch in der Junioren wurde der Schwierigkeitsgrad der Akrobatiken reduziert.

## Kleidung
In der Anfangszeit des Rock ’n’ Roll galten Petticoat und Jeans als stilechte Bekleidung. Für den heutigen Tanzstil ist diese Kleidung jedoch zu schwer und schränkt die Bewegungsmöglichkeiten zu sehr ein. Rock ’n’ Roll wird auf Turnieren in ein- oder zweiteiligen anzugförmigen Kostümen aus elastischen Kunstfasern getanzt, die oft in grellbunten Farben gehalten und mit glitzernden Strasssteinen geschmückt sind. Die Kleidungsstoffe sind dehnbar und reißfest, denn sie werden insbesondere bei Wickelfiguren erheblichen Belastungen ausgesetzt, zudem sind sie glatt und rutschig um Verkantungen und Reibungsverletzungen bei Akrobatiken wie dem Todessturz vorzubeugen. Die Kostüme werden meist für jedes Paar individuell nach Maß angefertigt.
Das Schuhwerk muss guten Halt und Schutz vor Verletzungen durch Umknicken bieten, gleichzeitig leicht sein und dem Fuß Bewegungsfreiheit gewähren. Daher nutzen die meisten Rock-’n’-Roll-Tänzer heute spezielle Rock-’n’-Roll-Schuhe, oder Aerobicschuhe. Tänzerinnen wählen häufig leichte, Turnschuhe, die mit ihrer gedämpften Gummisohle den Abwärtsschwung nach Freiluftakrobatiken rückenschonender abfangen.

## Tanzsport

### Organisation
Auf Rock-’n’-Roll-Turnieren präsentieren einzelne Paare oder ganze Formationen einstudierte Choreografien inklusive Akrobatik. Die Bewertungsrichtlinien konzentrieren sich auf (a) die Fußtechnik, (b) den tänzerischen Gesamteindruck des Paares und (c) die Qualität der dargebotenen Akrobatiken. Die Bewertungsregeln sind für alle Klassen einheitlich, bis auf eine stärkere Gewichtung der Akrobatik in den höheren Klassen. In den höheren Klassen (B und A) werden zwei Choreografien verlangt: eine schnelle Fußtechnik, die ausschließlich aus Tanzfiguren besteht und eine langsamere Akrobatik, die vor allem Akrobatiken beinhaltet.
Man unterscheidet Einzel-, Mannschafts- und Formationswettbewerbe. Mannschaftswettbewerbe werden wie Einzelwettbewerbe durchgeführt, aber am Ende werden die Bewertungen der einzelnen Mitgliedspaare miteinander verrechnet. Für alle drei Wettbewerbsarten gibt es ein organisiertes System von Tanzklassen.
In Österreich muss jedes Paar bzw. jede Formation, wenn sie bei einem Turnier antreten will, in einem Verein Mitglied sein, der wiederum Mitglied des Verbands sein muss.

### Einzelwettbewerbe
International werden die Klassen Main Class Free Style, Main Class Contact Style, Juniors, Juveniles und Children geführt, wobei Main Class Free Style der deutschen A-Klasse und Main Class Contact Style der deutschen B-Klasse entspricht. Um in einer Startklasse antreten zu dürfen musse das Alter der Tänzer in einem festgelegten Rahmen liegen. Für Children liegt dieser zwischen 8 und 11, für Juveniles 10-14 und für Junior 12-17. Teilnehmende der Main Class Contact Style müssen mindestens 14 bzw. Teilnehmende der Main Class Free Style mindestens 15 Jahre alt sein.
In Deutschland gibt es die Turnierklassen A, B, C, Junioren und Schüler, wobei A die höchste Startklasse bezeichnet. Zeitweise gab es die D Klasse als Quereinsteigerklasse für Erwachsene die mit dem 1. Januar 2014 endgültig abgeschafft wurde. Um an einer internationalen Meisterschaft teilnehmen zu können, muss ein Paar durch den Bundestrainer nominiert werden. Für eine Teilnahme an World-Cups ist keine Nominierung nötig.
In Österreich werden die internationalen Klassen verwendet. Zusätzlich wird die C-Class geführt, die in etwa der deutschen C-Klasse entspricht. Ähnlich wie in Deutschland werden Paare durch das Nationaltrainerteam für eine Welt- oder Europameisterschaft nominiert, dürfen aber ohne Nominierung an World-Cups teilnehmen.
In jeder Klasse werden an die Tanzpaare spezifische Anforderungen bezüglich Tanzdauer, Geschwindigkeit sowie Anzahl und Schwierigkeit der Akrobatiken gestellt. Die Klassen A, B und C (bzw. Main Class Free Style, Main Class Contact Style und C-Class) sind über Aufstiegspunkte bzw. freiwilligem Aufstieg reglementiert.

### Formationswettbewerbe
International, sowie bei Welt- und Europameisterschaften, gibt es neben klassischen Paarformationen (Formation Main Class, 4–6 Paare, mind. 15 Jahre) auch Juniorenformationen (8–17 Jahre), sowie reine Ladies- (mind. 14 Jahre) und Girls-Formationen (8–15 Jahre). Bis 2006 gab es noch die Duo und Quattro Formation. Die Musik ist mit 48 bis 52 Takten beschränkt und muss für das Kurzprogramm (Vorrunden) 1:30–1:45 Minuten und beim Langprogramm 2:45–3:00 Minuten dauern.
In Deutschland gibt es die Formationsklassen Master, Quartett, Jugend, Freedance, Freedance Jugend und Duo.
In Österreich sind die alle internationalen Formationsklassen nach den internationalen Regeln gewertet, jedoch sind Weiters Girls- und Ladies-Miniformationen (3–6 Personen) definiert.

### Sportverbände
International werden Rock-’n’-Roll-Turniere von der World Rock’n’Roll Confederation (WRRC) koordiniert. Dieser ist Mitglied der World Dance Sport Federation.
Der Rock-’n’-Roll-Tanzsport wird in Deutschland vom Deutschen Rock ’n’ Roll und Boogie-Woogie Verband e. V. (DRBV) gepflegt, der dem Deutschen Tanzsportverband (DTV) als eigenständiger Fachverband angegliedert ist und Mitglied im Deutschen Olympischen Sportbund ist.
In Österreich ist hierfür der Österreichische Rock ’n’ Roll und Boogie-Woogie Tanzsportverband (ÖRBV, vormals ÖRRV) zuständig. Dieser ist selbst Teil des Österreichischen Tanzsport Verbands (ÖTSV).
All diese Verbände sorgen für die Durchführung von Turnieren unter Einhaltung der Turnierrichtlinien, die Ausbildung von Trainern und Wertungsrichtern, die Förderung der Vereine usw.

## Tänzer/-innen
Das bisher unerreichte und erfolgreichste Rock-’n’-Roll-Paar sind Marzia und Diego Chiodoni. Das Geschwisterpaar zeigte bereits in den 80er Jahren wohin die Entwicklung im Rock-’n’-Roll-Akrobatiksport gehen wird. Sie waren sechsmal Weltmeister und zeigten zuletzt in ihrem Programm drei Doppelsalti und einen anderthalbfachen Salto vorwärts sowie Schraubensalto vorwärts in bisher nicht wieder erreichter Präzision. Diego Chiodoni ist heute auch noch als Trainer tätig und trainierte unter anderem die unten genannten Tänzer.
- Roman Kolb ist der erfolgreichste Tänzer in der Geschichte der World Rock-’n’-Roll-Federation aus Tschechien. Er war fünfmaliger Weltmeister (1994–1996, 2001–2002). Seine Partnerinnen waren Katerina Fialova und Michaela Vecerova. Er hat seine Laufbahn als aktiver Tänzer beendet und ist nun erfolgreicher Rock-’n’-Roll-Trainer. Während seiner Laufbahn als Tänzer zeichnete er sich durch hervorragende tänzerische Leistung und vor allem bahnbrechende Akrobatik aus.[9][10][11]
- Miguel Angueira: Tänzerisch einer der besten aller Zeiten aus Frankreich. Angueira war dreimaliger Weltmeister (1990–1992) zusammen mit seiner früheren Partnerin Dorothée Blanpain. Seit über einem Jahrzehnt setzt er die Maßstäbe für ästhetischen Rock ’n’ Roll und zeichnet sich nach wie vor durch seine tänzerische Eleganz und saubere Akrobatik aus. Seine letzte Partnerin war Natasha Quoy.[12]
- Olga Sbitneva und Ivan Youdin: Momentan dominiert das russische Tanzpaar das internationale Parkett. Dieses Tanzpaar springt spielend leicht mehrere Doppelsaltis in ihrem Programm. Sie sind u. a. Europameister 2011, Weltmeister 2006, 2008, 2009, 2010 und 2012.[13][14]

### Deutsche Paare
- Hardy Hermann und Claudia Hermann waren 1983 Weltmeister, 1983 Europameister, 1982–1984 dreimal Deutscher Meister, 1984 Super World Cup Gewinner, 1984 World Cup Gewinner sowie Inhaber 20 nationaler und internationaler Titel im Profi-Rock-’n’-Roll.
- Birgit und Peter Fenkl sind das erfolgreichste deutsche Tanzpaar. Sie waren fünfmal Vizeweltmeister, gewannen mehrere internationale Turniere (World Masters) und waren erster der Weltrangliste. 1997/1998 beendeten sie ihre aktive Karriere. Peter Fenkl übernahm das Amt des Bundestrainers bis 2007. In dieser Zeit brachte er zwei Weltmeisterpaare hervor.[15][16][17]
- Alexandra Mandt und Jens Schulz waren nach der Vereinigung von Profi- und Amateursport des Rock’n’Roll 1993 das erste deutsche Paar, das den Weltmeistertitel des WRRC errang.[18] Getanzt wurde in Motorradkluft zum Titel Drachenfels der deutschen Band Bläck Fööss.
- Beate und Andreas Wolf waren zweimalige Weltmeister (1997 und 2000). Heute bringen sie dem Nachwuchs das Tanzen bei. Beate ist Landestrainerin in Bayern und Andreas Privattrainer für A-Klassen-Paare.[19]
- Claudia und Heico Bartsch waren 1998 Weltmeister und führende der Weltrangliste. Heico Bartsch war Bundestrainer von 2008 bis 2016 (Nachfolger von Peter Fenkl).[20]
- Veronique Metzger und Tobias Planer waren 2004 das erste und bis heute letzte deutsche Weltmeisterpaar in der Schülerklasse und führende in der Weltrangliste. Die beiden gewannen mehrere internationale Turniere. Tobias Planer tanzt mittlerweile mit Carolin Steinberger in der A-Klasse.[21]
- Melanie Pittack und Christian Fascher gewannen als erstes und bis heute letztes deutsches Paar, den Weltmeistertitel in der Junioren-Klasse, 2000 in Schweden. Die Überraschungssieger waren erst kurze Zeit vorher in den Nationalkader nachgerückt. Danach gewannen sie den World-Cup in Ungarn und beendeten bald darauf ihre Rock-’n’-Roll-Karriere.
- Tobias Bludau und Michelle Uhl holten 2022 erst den Europa- und danach den Weltmeister-Titel und Gold bei den World Games in der Main Class Freestyle. Danach beendeten sie nach einigen Jahren an der Weltrangspitze ihre Rock’n’Roll-Karriere.[18]